# Psathyropus mandalayia
Psathyropus mandalayia is een hooiwagen uit de familie Sclerosomatidae.